# هر چی می‌خواست بشه، شد
هر چی می‌خواست بشه، شد (انگلیسی: Olanlar Oldu) یک فیلم در ژانر کمدی است که در سال ۲۰۱۷ منتشر شد. از بازیگران آن می‌توان به عطا دمیرر، تووانا تورکای، و دریا آلابورا اشاره کرد.